# 西蒙·维森塔尔
西蒙·維森塔爾（德語：Simon Wiesenthal，1908年12月31日—2005年9月20日）是猶太裔奧地利籍建築工程師、猶太人大屠殺的倖存者，是著名的纳粹猎手。他一生致力追查納粹黨人和蒐證，把他們送上法庭，要他們為戰爭罪行和非人道罪行負責。西蒙·維森塔爾中心為紀念他而設立。

## 早年生活和二戰
維森塔爾出生於奧匈帝國的布恰奇（現屬烏克蘭的利維夫州）一個猶太商人家庭。由於對猶太學生人數設限，他被拒入讀勒沃夫理工大學（現利維夫理工學院），最終1932年他畢業於布拉格工業大學。1936年他與齊拉·繆勒 (Cyla Müller)結婚。
二戰初期，維森塔爾居於波蘭的勒沃夫。基於苏德互不侵犯条约，該地成為蘇聯的軍事佔領區。他的繼父和弟弟遭蘇聯的秘密警察NKVD探員殺害。維森塔爾被迫結束公司，改於工廠工作。當納粹德國於1941年入侵蘇聯時，他與家人被拘捕。
他與妻子首先被囚禁於雅諾夫斯基集中營，被迫修建鐵路。波蘭的地下抗德組織營救了他的妻子，以換取他所繪製的鐵路交點分布圖。她的金色頭髮讓她得以隱藏猶太人的身份；雖然被迫在萊茵河地工作，但逃過屠殺厄運。
1943年，納粹開始屠殺營內猶太人，維森塔爾逃離集中營，但於當年六月被捉回。經過兩次自殺不遂，他與營中僅餘的34名囚犯被押解至波蘭和德國不同的集中營，最後抵達奧地利的毛陶森集中營。他被釋放時，已前後被囚禁於12個集中營，其中5個是進行屠殺的集中營，多次差點被殺害。在大屠殺中，他與妻子共失去了89名親人。

## 納粹獵人
1945年5月5日，維森塔爾被美軍救出。美軍發現他時，身高6英尺，卻只有45公斤重。當他回復健康，他隨即為紐倫堡審訊蒐證。1947年，他與其餘30個志願者於奧地利林茨成立猶太人檔案中心，為日後的審訊蒐集資料。可惜，美國和蘇聯對進一步審判戰爭罪行失去興趣，志願者紛紛離去。維森塔爾全職為受二戰影響的人提供協助，同時繼續蒐證工作。
1962年，阿道夫·艾希曼被處死後，維森塔爾重開猶太人檔案中心，繼續蒐證，把納粹戰犯送上法庭。其中最為人熟知的是協助成功拘捕卡爾·修伯爾鮑爾（Karl Silberbauer）。他是當時拘捕安妮·法蘭克的盖世太保軍官。根據修伯爾鮑爾的口供，推翻了《安妮的日記》是子虛烏有的指責。他成功找出另外9名在逃納粹戰犯，並以謀殺猶太人的罪名送往西德的法庭受審。他協助拘捕弗蘭茨·施坦格爾（Franz Stangl，特雷布林卡滅絕營和索比布爾集中營的指揮官）和赫爾明娜·布勞恩施泰因納爾（Hermine Braunsteiner，曾任納粹集中營的女性軍官，戰後居於長島。她曾下令虐待和殺害大量在邁丹尼克集中營的小孩。）

## 西蒙·維森塔爾中心
1977年，一個猶太人大屠殺紀念組織命名為西蒙·維森塔爾中心，提倡人們關注反猶太主義、監察新納粹團體、於洛杉磯和耶路撒冷舉辦展覽會、以及把納粹戰犯送上法庭受審。

## 奧國政治和晚年
1970年代，維森塔爾涉足奧地利政壇，始於他指控由社會黨首相布鲁诺·克赖斯基新組成的內閣中有成員曾經是納粹黨人。本身是猶太人的克赖斯基攻擊維森塔爾是「用石頭砸自己腳的人」（ Nestbeschmutzer）。其實，奧地利要數十年時間才能接受自己在納粹罪行中扮演的角色，期間，維森塔爾常被忽略，甚至被揶揄。
多年來，維森塔爾接過多次死亡恐嚇。1982年，德國和奧地利的新納粹份子在他維也納的家外引爆炸彈。
維森塔爾90歲後仍常留在位於維也納的猶太人檔案中心的細小辦公室中工作。
2003年4月，維森塔爾宣布退休，聲稱他已找到他要找的屠殺者，又說：「我比他們活得久。如果仍有漏網之魚，他們已衰老得不能接受審判。我的工作已經完成。」根據維森塔爾，最後一個仍在生的奧地利主要戰犯是阿羅伊斯·布魯納爾（Alois Brunner），他是阿道夫·艾希曼的心腹，相信他藏身於敘利亞，受到巴沙尔·阿萨德政權的保護。
維森塔爾的晚年在維也納渡過。陪伴他的妻子於2003年11月10日因病逝世，享年95歲。維森塔爾於2005年9月20日在睡夢中離世。

## 榮譽

### 奥地利勋章奖章
- 解放奧地利勳章（1979）
- 奧地利科學與藝術十字勳章（1993）
- 效忠奧地利共和國六等榮譽勳章（2005）

### 外国勋章奖章
- 意大利共和国功绩指挥官勋章（義大利語：Ordine al merito della Repubblica Italiana）（意大利，1979年7月20日公布[1]）
- 三等白狮勋章（捷克，1999年[2]）
- 总统自由勋章（美国，2000年）
- 美國國會金質獎章（1980）
- 盧森堡大公國勳章（1981）
- 德意志聯邦共和國大十字勳章（1985）
- 波蘭再生勳章（1994）
- 法國榮譽軍團六等（騎士級）勳章
- 尼德蘭奧倫葉－拿騷爵級司令勳章
- 名譽大英帝國爵級司令勫章（2004年2月19日）：表揚他「終生奉獻於彰顯人道」。

## 批評
維森塔爾指非猶太人在大屠殺中的死亡人數達500萬，新納粹分子Peter Novick和Yehuda Bauer批評數字是維森塔爾捏造。
另一名納粹獵人Tuviah Friedman批評維森塔爾，指他在利用艾希曼的事件中吹噓自己的能力和說謊，並在事件中獲得厚利。,,,,
美國特別調查處處長 Eli Rosenbaum 在他關於 Kurt Waldheim 事件的書 Betrayal: The Untold Story of the Kurt Waldheim Investigation and Coverup中寫道：
「總括來說，維森塔爾在重大的納粹戰犯案時，如 Mengele、Martin Bormann 和艾希曼案，表現出愚拙、誇大和自誇。」
他向維森塔爾的自傳作家形容維森塔爾為「天生的說謊者」。 （页面存档备份，存于）

## 媒體形象
作家艾拉·萊文以維森塔爾作為小說《巴西來的男孩們》角色以斯拉·利柏文的藍本。在弗雷德里克·福赛斯的小說《敖德萨档案》中，維森塔爾曾出現，向一名德國記者提供尋找納粹戰犯的線索。電影方面，班·金斯利在《戰犯就在你身邊：西蒙·維森塔爾傳》一片中飾演主角西蒙·維森塔爾。

## 參閱
- 納粹獵人列表

## 外部連結
- 傳記（西蒙·維森塔爾中心）
- Simon Wiesenthal在互联网电影资料库（IMDb）上的資料（英文）
- 互联网电影数据库（IMDb）上《Murderers Among Us: The Simon Wiesenthal Story》的资料（英文）
- 有關西蒙·維森塔爾的紀錄片
- BBC關於西蒙·維森塔爾逝世的報道（05年9月20日） （页面存档备份，存于）
- 奧地利大屠殺紀念 （页面存档备份，存于）
- 西蒙·維森塔爾訃聞
- 西蒙·維森塔爾 1908-2005 （页面存档备份，存于）
- "die jüdische" （页面存档备份，存于）

1. ↑  （意大利文）. Presidenza della Repubblica.   [2021-10-15]. （原始内容存档于2021-11-02）.
2. ↑  （英文）. President of the CR.   [2021-10-15]. （原始内容存档于2021-09-27）.